# معرض سنغافورة الجوي
معرض سنغافورة الجوي (بالإنجليزية: Singapore Airshow)‏ والمعروف سابقا باسم شانغي الدولي للطيران، هو معرض طيران وفضاء، تأسس في عام 2008، ويقام في سنغافورة مرة كل سنتين.